# هاميش أوغستون
هاميش أوغستون (بالإنجليزية: Hamish Ogston)‏ هو شخصية أعمال بريطاني، ولد في 1948.